# Henicothericles spectabilis
Henicothericles spectabilis är en insektsart som beskrevs av Marius Descamps 1977. Henicothericles spectabilis ingår i släktet Henicothericles och familjen Thericleidae. Inga underarter finns listade i Catalogue of Life.